# Okręg wyborczy West Surrey
Okręg wyborczy West Surrey powstał w 1832 r. i wysyłał do brytyjskiej Izby Gmin dwóch deputowanych. Okręg obejmował zachodnią część hrabstwa Surrey. Został zlikwidowany w 1885 r.

## Deputowani do brytyjskiej Izby Gmin z okręgu West Surrey
- 1832–1849: William Joseph Denison
- 1832–1835: John Leach
- 1835–1837: Charles Barclay
- 1837–1840: George Perceval
- 1840–1847: John Trotter
- 1847–1860: Henry Drummond
- 1849–1857: William John Evelyn
- 1857–1870: John Ivatt Briscoe
- 1860–1885: George Cubitt, Partia Konserwatywna
- 1870–1880: Lee Steere
- 1880–1885: St John Brodrick, Partia Konserwatywna